# Karl August Wunderlich
Pour les articles homonymes, voir Wunderlich.
Karl Reinhold August Wunderlich est un médecin wurtembergeois, né le 4 août 1815 à Sulz am Neckar et mort le 25 septembre 1877 à Leipzig. Ses travaux sur la fièvre sont célèbres et ont imposé l’usage du thermomètre en médecine. Il présente la fièvre comme le symptôme d’une maladie et non une maladie en tant que telle.

## Formation
Fils d'un médecin mort prématurément, il est élevé par sa mère, Française, et par sa grand-mère. À Stuttgart, au lycée, il se lie d'amitié avec Wilhelm Griesinger et Wilhelm Roser. À la fin du lycée en 1833, contrairement au souhait de sa mère qui le verrait volontiers prêtre, il entame des études de médecine à Tübingen. Il soutient sa thèse en 1837, part en voyage d'étude à Zürich, et surtout à Paris de 1837 à 1838, et passe aussi à Vienne. De ces voyages il tirera la matière de son premier livre en 1841 ; il en rapportera également les techniques de percussion et d'auscultation. Il devient assistant au Katharinen-Hospital de Stuttgart. Il obtient son titre de médecin en 1838 à la suite de son travail Die Nosologie des Typhus et, en 1840, est habilité à diriger des recherches.

## Carrière
Il fait sa carrière dans les hôpitaux de Tübingen jusqu’en 1850. Il enseigne alors la médecine à Leipzig et y dirige, à la suite de Johann Ritter von Oppolzer (en), un service de médecine clinique à la clinique universitaire St. Jakob.
En octobre 1851 sur les conseils de Ludwig Traube, il commence à collecter des données sur la température des patients admis dans son service hospitalier de Leipzig. Il mentionne ses observations dans une série d'articles parus dans la presse médicale de langue allemande ; ces articles paraîtront également, sous forme de résumé, dans The Medical Times and Gazette britannique. Toutes ces observations seront rassemblées en 1868 dans son ouvrage majeur Das Verhalten der Eigenwärme in Krankheiten (Les variations thermiques dans les maladies).
En plus de ses fonctions hospitalières, il exerce, avec succès, en tant que médecin de ville. De 1842 à 1859, il est l’éditeur de la revue Archiv für physiologische Heilkunde, qu'il a fondée avec ses amis d'adolescence Griesinger et Roser. Pendant la guerre de 1870 il dirige les services de médecine militaire de Leipzig.

## Wunderlich dans l'histoire de la médecine

### Fièvre, thermomètre et courbe de température
Si la fièvre est un symptôme, pas une maladie, la fièvre nous renseigne sur la maladie : on doit à Wunderlich l'introduction des courbes de température pour suivre l'évolution des maladies.
Sur la base de relevés concernant 25 000 malades et impliquant un million de mesures axillaires, Wunderlich établit en 1868 la température normale du corps humain entre 37 et 37,5 °C.
Il décrit les variations physiologiques quotidiennes de la température corporelle.
Il croyait que chaque maladie était caractérisée par une courbe de température particulière, ce qui s'est révélé inexact. En outre, il préconisait la digitale dans le traitement de la fièvre typhoïde.

### Syndrome de Wunderlich
On appelle « syndrome de Wunderlich » une hémorragie spontanée dans le rein, qui peut être bénigne ou maligne.

## Publications choisies
- Ein Beitrag zur Geschichte und Beurtheilung der gegenwärtigen Heilkunde in Deutschland und Frankreich, Stuttgart, Ebner und Seubert, 1841
- Versuch einer pathologischen Physiologie des Blutes, Stuttgart, Ebner und Seubert, 1845
- Über Pulsdifferenz, Tübingen, 1850
- Handbuch der Pathologie und Therapie, 1850-1852 Deuxième édition augmentée en 1852-1856
- (la) Adnotatiunculae quaedam de viribus herbae digitalis, Leipzig, 1851
- Ein Plan zur festeren Begründing der therapeutischen Erfahrungen, Leipzig, 1851
- (la) De actionibus quibusdam acidi nitrici caustici in corpus humanum intromissi, Leipzig, 1856
- Grundriss der speciellen Pathologie und Therapie, Stuttgart, 1858
- Geschichte der Medicin : Vorlesungen gehalten zu Leipzig im Sommersemester 1858, Stuttgart, Ebner und Seubert, 1859
- Cholera-Regulativ, Munich, Oldenburg, 1866-1867 (en collaboration avec Max von Pettenkofer)
- Das Verhalten der Eigenwärme in Krankheiten, Leipzig, Otto Wigand, 1868 Recherches sur l’usage du thermomètre ; deuxième édition : 1870 ; nombreuses traductions
  - 1871 : traduction anglaise par la New Sydenham Society sous le titre The course of temperatures in disease (ou encore On the temperature in diseases). La même année, Édouard Séguin publie une édition annotée et abrégée à New-York.
  - 1872 : traduction française : Carl Reinhold August Wunderlich (auteur), Frédéric Labadie-Lagrave (traducteur) et Sigismond Jaccoud (introduction), De la température dans les maladies, Paris, F. Savy, 1872, XVI-480 p., in-8° lire en ligne sur Gallica Traduit sur la deuxième édition allemande. Avec des graphiques de température
- « Erfolge der Behandlung der progressiven Spinalparalyse durch Silbersalpeter », dans Archiv der Heilkunde, Leipzig, 1860 Cinq observations dans lesquelles cette affection avait été traitée avec succès par l'azotate/nitrate d'argent.
- « Ein weiterer Fall von postmortaler Temperatursteigerung bei einem Tetanischen », dans Archiv der Heilkunde, 1862, 3: 175-178.
- « Weitere Erfahrungen über die Heilwirkung des Silbersalpeters bei progressiver Spinalparalyse », dans Archiv der Heilkunde, 1863, 4: 43-46
  - « Ataxie locomotrice progressive », dans Bulletin général de thérapeutique médicale et chirurgicale, Paris, 1863, 64: 249-254
- « Über die Eigenwärme am Schluss tödtlicher Neurosen », dans Archiv der Heilkunde, 1864, 5: 205-227.
- « Über Fälle von epidemischer Cerebrospinal-Meningitis in Leipzig », dans Archiv der Heilkunde, 1864 et 1865
- « Nachruf auf Griesinger », dans Archiv der Heilkunde, 1869